# S/y Bagatela
Bagatela – polski jacht, będący własnością Zarządu Głównego Akademickiego Związku Sportowego, którego armatorem jest Jacht Klub AZS Wrocław. Przeznaczony głównie do żeglugi po morzach zamkniętych, aktualnie pływający głównie po Bałtyku.

## Rejsy
Na przełomie 1980 i 81 roku Janusz Mariański odbył na Bagateli samotny rejs na Karaiby, uzyskując wyróżnienie "Głosu Wybrzeża".
Wśród licznych rejsów Bagateli, należy zwrócić uwagę na rejs na Wyspy Owcze w 1989 roku. W latach 1990–1995 jacht ten pływał po akwenach Morza Śródziemnego od Kornatów i Wenecji po Maltę, Wyspy Liparyjskie, Sycylię, Korsykę by w końcu powrócić Rodanem, Saouną, Renem i Odrą wrócić na klubowe nabrzeże do Wrocławia